# Diocesi di Isba
La diocesi di Isba (in latino Dioecesis Isbitana) è una sede soppressa del patriarcato di Costantinopoli e una sede titolare della Chiesa cattolica.

## Storia
Isba, identificabile con Kiesme (Kesme) nell'odierna Turchia, è un'antica sede episcopale della provincia romana della Panfilia Prima nella diocesi civile di Asia. Faceva parte del patriarcato di Costantinopoli ed era suffraganea dell'arcidiocesi di Side.
La sede è sconosciuta a Michel Le Quien nell'opera Oriens Christianus. Isba tuttavia appare nelle antiche Notitiae Episcopatuum del patriarcato costantinopolitano tra le suffraganee di Side fino al XII secolo.
A questa diocesi viene attribuito il vescovo Agatodoro, deposto su ordine di Giustino I attorno al 519 per la sua adesione al partito monofisita. Il suo nome appare soltanto nelle fonti siriache o tradotte dal siriaco, dove la sede di appartenenza del vescovo non è di facile interpretazione: secondo Honigmann il termine siriaco utilizzato è riconducibile al greco Ίσουων, altra forma per Ίσβων.
Dal 1925 Isba è annoverata tra le sedi vescovili titolari della Chiesa cattolica; la sede è vacante dal 3 ottobre 1966.

## Cronotassi

### Vescovi greci
- Agatodoro ? † (? - circa 519 deposto) (vescovo monofisita)

### Vescovi titolari
- Luis Benítez y Cabañas, S.I. † (23 dicembre 1926 - 3 luglio 1933 deceduto)
- Andreas Rohracher † (21 luglio 1933 - 1º maggio 1943 nominato arcivescovo di Salisburgo)
- Maurice-Paul-Jules Rousseau † (22 giugno 1943 - 3 novembre 1945 nominato vescovo di Mende)
- Lionel Scheffer, O.M.I. † (14 marzo 1946 - 3 ottobre 1966 deceduto)